# Hallomenus serricornis
Hallomenus serricornis är en skalbaggsart som beskrevs av Leconte 1878. Hallomenus serricornis ingår i släktet Hallomenus och familjen skinnsvampbaggar. Inga underarter finns listade i Catalogue of Life.